# Strażnica WOP Witów
Strażnica Wojsk Ochrony Pogranicza Witów – zlikwidowany pododdział graniczny Wojsk Ochrony Pogranicza pełniący służbę graniczną na granicy polsko-czechosłowackiej.
Strażnica Straży Granicznej w Witowie – zlikwidowana graniczna jednostka organizacyjna Straży Granicznej realizująca zadania bezpośrednio w ochronie granicy państwowej z Czechosłowacją/Republiką Słowacką.

## Formowanie i zmiany organizacyjne
Strażnica WOP Witów została utworzona przed lipcem 1946.
W związku z reorganizacją oddziałów WOP 24 kwietnia 1948, 190 strażnica OP Witów została włączona w struktury 55 batalionu Ochrony Pogranicza, a 1 stycznia 1951 33 batalionu WOP w Czarnym Dunajcu.
Od 15 marca 1954 wprowadzono nową numerację strażnic, a strażnica WOP Witów I kategorii otrzymała nr 194 w skali kraju.
W 1956 rozpoczęto numerowanie strażnic na poziomie brygady. Strażnica Witów miała nr 8 w 3 Brygadzie Wojsk Ochrony Pogranicza.
33 batalion WOP w Czarnym Dunajcu został rozformowany w 1957. Strażnice rozformowanego batalionu włączono w struktury 32 batalionu WOP Nowym Targu w tym Strażnicę WOP Witów .
1 stycznia 1960 była jako 14 strażnica WOP Witów kategorii IV w strukturach 32 batalionu WOP w Nowym Targu.
1 stycznia 1964 9 placówka WOP Witów miała status II kategorii w strukturach 32 batalionu WOP Nowym Targu
1 czerwca 1976, w związku z przejściem na dwuszczeblowy system dowodzenia, rozwiązano 32 Batalion WOP w Nowym Targu. W jego miejsce zorganizowano placówkę zwiadu i kompanię odwodową, a podległe strażnice i placówki zostały włączone bezpośrednio pod sztab 3 Karpackiej Brygady WOP w Nowym Sączu, w tym Placówka WOP Witów.
W lipcu 1983 w strukturach Karpackiej Brygady WOP odtworzono bataliony graniczne WOP w: Nowym Targu i Sanoku, w strukturach tego pierwszego funkcjonowała Strażnica WOP Witów.
W 1990 Strażnica WOP Witów była w strukturach Karpackiej Brygady WOP w Nowym Sączu.
Straż Graniczna:
16 maja 1991 strażnica w Witowie przejęta została przez Karpacki Oddział Straży Granicznej w Nowym Sączu i przyjęła nazwę Strażnica Straży Granicznej w Witowie (Strażnica SG w Witowie).
W wyniku reorganizacji Karpackiego Oddziału SG, w 1999 rozformowana została Strażnica SG w Witowie.

## Działania zbrojne
W lipcu 1946 pododdział zbrojnego podziemia zabił dowódcę strażnicy WOP Witów.

## Ochrona granicy
W 1960, 14 strażnica WOP Witw kategorii IV ochraniała odcinek granicy państwowej:
- Włącznie od znaku granicznego nr II/263.

W ochronie granicy dowódcy strażnicy ściśle współpracowali ze swoimi odpowiednikami tj. naczelnikami placówek OSH (Ochrana Statnich Hranic) CSRS.

## Wydarzenia
- 1976 – wycofano z granicy rowery, zastępując je motocyklami małolitrażowymi; WSK-175 dla kadry i WSK-125 dla żołnierzy służby zasadniczej (5–13 motocykli w zależności od obsady i na jakiej granicy). Wyposażone w łączność radiową motocykle stały się podstawowym środkiem transportu w służbie patrolowej i rozpoznawczej[14].
- Koniec lat 70. – strażnice górskie WOP wyposażone zostały w skutery produkcji radzieckiej typu Buran umożliwiające patrolowanie granicy górskiej także w zimie niezależnie od grubości pokrywy śnieżnej[14].
- 13 grudnia 1981–22 lipca 1983 – (stan wojenny w Polsce), normę służby granicznej dla żołnierzy podwyższono z 8 do 12 godzin na dobę. Patrole wysyłane w teren zostały wzmocnione. Wyeliminowano służby składające się z jednego żołnierza. Ścisłą kontrolą objęto całą strefę nadgraniczną, zamknięte zostały niektóre szlaki turystyczne, a ruch w strefie nadgranicznej został znacznie ograniczony. W stan gotowości były postawione wszystkie pododdziały odwodowe. Mimo utrudnionych warunków nie zaprzestano współpracy z ludnością pogranicza[15].

## Strażnice sąsiednie
- 189 strażnica OP Kiry ⇔ ? strażnica OP Podczerwone – 1949
- 193 strażnica WOP Kiry ⇔ 195 strażnica WOP Podczerwone – 15.03.1954
- 7 strażnica WOP Kiry ⇔ 9 strażnica WOP Podczerwone – 1956
- Strażnica WOP Kiry ⇔ Strażnica WOP Podczerwone – 1957
- 15 strażnica WOP Kiry kat. II ⇔ 13 strażnica WOP Podczerwone kat. II – 1.01.1960
- 10 placówka WOP Zakopane kat. III ⇔ 8 strażnica WOP Podczerwone lądowa kat. II – 1.01.1964
- Strażnica WOP Zakopane ⇔ Strażnica WOP Podczerwone – 1990[11]

Straż Graniczna:
- Strażnica SG w Zakopanem ⇔ Strażnica SG w Podczerwonem – 16.05.1991[12].

## Komendanci/dowódcy strażnicy
- Jan Jakubiak[16]
- Henryk Nowicki[17]
- kpt. Józef Kodyl[18].